# 全国高等学校サッカー選手権大会島根県大会
全国高等学校サッカー選手権大会島根県大会（ぜんこくこうとうがっこうサッカーせんしゅけんたいかい しまねけんたいかい）は、全国高等学校サッカー選手権大会の島根県予選大会である。

## 概要
- 主催：島根県サッカー協会・島根県高等学校体育連盟・日本海テレビ
- 参加校：30校（2015年）
- 使用会場：松江市営陸上競技場・島根県立サッカー場・島根県立浜山公園陸上競技場など[1]。
- 校名変更：益田農林→益田産業→益田翔陽、淞南学園→立正大淞南、江の川→石見智翠館。

## 歴代代表校

### 1県1代表制以前
| 年度（大会）         | 参加校数 | 優勝校                    | 決勝スコア | 準優勝校 | 全国大会成績                                 | 備考     |
| -------------------- | -------- | ------------------------- | ---------- | -------- | -------------------------------------------- | -------- |
| 1958年（第37回大会） |          | 大社（初出場）            |            |          | 1回戦 0 - 3 遠野（北奥羽・岩手）             |          |
| 1959年（第38回大会） |          | 浜田（初出場）            |            |          | 1回戦 0 - 3 日川（西関東・山梨）             |          |
| 1971年（第50回大会） |          | 益田農林（初出場）        |            |          | 1回戦 2 - 3 仙台育英（東北・宮城）           |          |
| 1972年（第51回大会） |          | 浜田（13年ぶり2回目）     |            |          | 1回戦 0 - 0(抽選敗退) 徳島商（南四国・徳島） |          |
| 1976年（第55回大会） |          | 松江南（初出場）          |            |          | 1回戦 2 - 4 遠野（北奥羽・岩手）             |          |
| 1981年（第60回大会） |          | 浜田（9年ぶり3回目）      |            |          | 1回戦 0 - 4 金沢西（石川）                   | 1県1代表 |
| 1982年（第61回大会） |          | 益田農林（11年ぶり2回目） |            |          | 1回戦 0 - 1 水戸商（茨城）                   | 初戦敗退 |

### 1県1代表制以降
| 年度（大会）          | 参加校数 | 代表校                      | 決勝スコア    | 準優勝校           | 全国大会成績 | 備考      |
| --------------------- | -------- | --------------------------- | ------------- | ------------------ | --- | --------- |
| 1983年（第62回大会）  |          | 浜田（2年ぶり4回目）        |               |                    | 1回戦 0 - 7 五戸（青森） | 初戦敗退  |
| 1984年（第63回大会）  |          | 大社（26年ぶり2回目）       |               |                    | 2回戦 1 - 1(5 PK 4) 秋田経法大付（秋田） 3回戦 0 - 2 北陽（大阪）                                                                                            | ベスト16  |
| 1985年（第64回大会）  |          | 益田農林（3年ぶり3回目）    |               |                    | 1回戦 1 - 2 盛岡商（岩手） | 初戦敗退  |
| 1986年（第65回大会）  |          | 松江東（初出場）            |               |                    | 1回戦 2 - 3 盛岡商（岩手） | 初戦敗退  |
| 1987年（第66回大会）  |          | 松江東（2年連続2回目）      |               |                    | 2回戦 0 - 8 東海大一（静岡） | 初戦敗退  |
| 1988年（第67回大会）  |          | 大社（4年ぶり3回目）        |               |                    | 1回戦 1 - 0 真岡（栃木） 2回戦 1 - 3 暁星（東京B） | 2回戦進出 |
| 1989年（第68回大会）  |          | 益田（初出場）              |               |                    | 2回戦 0 - 4 室蘭大谷（北海道） | 初戦敗退  |
| 1990年（第69回大会）  |          | 大社（2年ぶり4回目）        |               |                    | 1回戦 0 - 4 暁星（東京B） | 初戦敗退  |
| 1991年（第70回大会）  |          | 大社（2年連続5回目）        |               |                    | 1回戦 1 - 2 真岡（栃木） | 初戦敗退  |
| 1992年（第71回大会）  |          | 出雲工（初出場）            |               |                    | 1回戦 1 - 3 真岡（栃木） | 初戦敗退  |
| 1993年（第72回大会）  |          | 出雲（初出場）              | 2 - 2(5 PK 3) | 益田農林           | 1回戦 0 - 4 水戸短大付（茨城） | 初戦敗退  |
| 1994年（第73回大会）  |          | 大社（3年ぶり6回目）        |               |                    | 1回戦 0 - 3 中京（愛知） | 初戦敗退  |
| 1995年（第74回大会）  |          | 益田（6年ぶり2回目）        | 1 - 0         | 大社               | 2回戦 0 - 3 市立船橋（千葉） | 初戦敗退  |
| 1996年（第75回大会）  |          | 淞南学園（初出場）          | 2 - 1         | 益田産業           | 2回戦 1 - 2 西目（秋田） | 初戦敗退  |
| 1997年（第76回大会）  |          | 大社（3年ぶり7回目）        | 2 - 0         | 益田東             | 1回戦 0 - 4 帝京（東京A） | 初戦敗退  |
| 1998年（第77回大会）  |          | 益田（3年ぶり3回目）        |               |                    | 2回戦 1 - 3 修徳（東京B） | 初戦敗退  |
| 1999年（第78回大会）  |          | 淞南学園（3年ぶり2回目）    |               | 出雲工             | 2回戦 0 - 1 日大藤沢（神奈川） | 初戦敗退  |
| 2000年（第79回大会）  |          | 淞南学園（2年連続3回目）    | 1 - 0         | 出雲工             | 1回戦 0 - 3 市立船橋（千葉:前回優勝校推薦） | 初戦敗退  |
| 2001年（第80回大会）  |          | 立正大淞南（3年連続4回目）  | 2 - 1         | 出雲工             | 1回戦 0 - 2 星稜（石川） | 初戦敗退  |
| 2002年（第81回大会）  |          | 立正大淞南（4年連続5回目）  | 7 - 0         | 益田               | 1回戦 1 - 3 地球環境（長野） | 初戦敗退  |
| 2003年（第82回大会）  |          | 立正大淞南（5年連続6回目）  | 2 - 1         | 大社               | 1回戦 2 - 1 藤枝東（静岡） 2回戦 1 - 0 仙台育英（宮城） 3回戦 0 - 1 滝川二（兵庫）                                                                           | ベスト16  |
| 2004年（第83回大会）  |          | 益田（6年ぶり4回目）        | 1 - 0         | 大社               | 1回戦 0 - 2 秋田商（秋田） | 初戦敗退  |
| 2005年（第84回大会）  |          | 立正大淞南（2年ぶり7回目）  | 2 - 0         | 開星               | 2回戦 3 - 1 真岡（栃木） 3回戦 1 - 2 遠野（岩手） | ベスト16  |
| 2006年（第85回大会）  |          | 立正大淞南（2年連続8回目）  | 5 - 1         | 開星               | 1回戦 0 - 0(4 PK 5) 丸岡（福井） | 初戦敗退  |
| 2007年（第86回大会）  |          | 江の川（初出場）            | 2 - 2(3 PK 2) | 立正大淞南         | 2回戦 0 - 1 遠野（岩手） | 初戦敗退  |
| 2008年（第87回大会）  |          | 立正大淞南（2年ぶり9回目）  | 3 - 2         | 大社（延長）       | 1回戦 2 - 0 桐光学園（神奈川） 2回戦 1 - 4 大津（熊本） | 2回戦進出 |
| 2009年（第88回大会）  |          | 立正大淞南（2年連続10回目） | 2 - 1         | 大社               | 1回戦 1 - 2 西武台（埼玉） | 初戦敗退  |
| 2010年（第89回大会）  |          | 立正大淞南（3年連続11回目） | 8 - 0         | 開星               | 1回戦 2 - 1 帝京大可児（岐阜） 2回戦 3 - 2 野洲（滋賀） 3回戦 5 - 1 新潟西（新潟） 準々決勝 2 - 2(5 PK 4) 西武台（埼玉） 準決勝 0 - 0(6 PK 7) 滝川二（兵庫） | ベスト4   |
| 2011年（第90回大会）  |          | 大社（14年ぶり8回目）       | 1 - 0         | 明誠               | 2回戦 0 - 3 桐生第一（群馬） | 初戦敗退  |
| 2012年（第91回大会）  |          | 立正大淞南（2年ぶり12回目） | 4 - 1         | 大社               | 2回戦 7 - 1 八千代（千葉） 3回戦 1 - 1(3 PK 0) 旭川実（北海道） 準々決勝 1 - 3 鵬翔（宮崎）                                                                  | ベスト8   |
| 2013年（第92回大会）  |          | 立正大淞南（2年連続13回目） | 4 - 3         | 開星               | 1回戦 0 - 1 水戸啓明（茨城） | 初戦敗退  |
| 2014年（第93回大会）  |          | 立正大淞南（3年連続14回目） | 1 - 0         | 大社               | 2回戦 2 - 1 丸岡（福井） 3回戦 2 - 0 尚志 (福島) 準々決勝 0 - 3 流経大柏 (千葉)                                                                              | ベスト8   |
| 2015年（第94回大会）  |          | 大社（4年ぶり9回目）        | 1 - 0         | 立正大淞南（延長） | 1回戦 2 - 3 青森山田（青森） | 初戦敗退  |
| 2016年（第95回大会）  |          | 立正大淞南（2年ぶり15回目） | 4 - 1         | 石見智翠館         | 1回戦 1 - 2 正智深谷（埼玉） | 初戦敗退  |
| 2017年（第96回大会）  |          | 立正大淞南（2年連続16回目） | 1 - 0         | 大社               | 1回戦 0 - 2 日本文理（新潟） | 初戦敗退  |
| 2018年（第97回大会）  |          | 立正大淞南（3年連続17回目） | 2 - 1         | 大社               | 1回戦 4 - 0 岐阜工（岐阜） 2回戦 6 - 1 那覇西（沖縄） 3回戦 0 - 1 矢板中央（栃木）                                                                           | ベスト16  |
| 2019年（第98回大会）  |          | 立正大淞南（4年連続18回目） | 4 - 0         | 大社               | 1回戦 2 - 2(3 PK 4) 富山第一（富山） | 初戦敗退  |
| 2020年（第99回大会）  |          | 大社（5年ぶり10回目）       | 2 - 2(5 PK 3) | 立正大淞南         | 2回戦 1 - 1(3 PK 4) 堀越 （東京B） | 初戦敗退  |
| 2021年（第100回大会） |          | 大社（2年連続11回目）       | 2 - 0         | 立正大淞南         | 2回戦 0 - 6 青森山田（青森） | 初戦敗退  |
| 2022年 (第101回大会)  |          | 立正大淞南 (3年ぶり19回目)  | 3 - 0         | 大社               | 1回戦 1 - 2 日本文理 (新潟) | 初戦敗退  |
| 2023年 (第102回大会)  |          | 立正大淞南 (2年連続20回目)  | 2 - 0         | 益田東             | 1回戦 1 - 3 前橋育英 (群馬) | 初戦敗退  |
| 2024年 (第103回大会)  |          | 明誠 (初出場)               | 5 - 1         | 益田東             | 1回戦 3 - 6 愛工大名電 (愛知) | 初戦敗退  |

## 学校別戦績
| 校名       | 出場数 | 通算成績 | 最高成績 |
| ---------- | ------ | -------- | -------- |
| 立正大淞南 | 20回   | 14勝20敗 | ベスト4  |
| 大社       | 11回   | 2勝11敗  | 3回戦    |
| 益田       | 4回    | 0勝4敗   | 初戦敗退 |
| 浜田       | 4回    | 0勝4敗   | 初戦敗退 |
| 益田農林   | 3回    | 0勝4敗   | 初戦敗退 |
| 松江東     | 2回    | 0勝2敗   | 初戦敗退 |
| 江の川     | 1回    | 0勝1敗   | 初戦敗退 |
| 出雲       | 1回    | 0勝1敗   | 初戦敗退 |
| 出雲工     | 1回    | 0勝1敗   | 初戦敗退 |
| 松江南     | 1回    | 0勝1敗   | 初戦敗退 |
| 明誠       | 1回    | 0勝1敗   | 初戦敗退 |
| 県勢計     | 50回   | 16勝50敗 | ベスト4  |